# Gačovska skala
Gačovska skala (1113 m) – szczyt w południowej części Słowackiego Raju. Jego południowe i zachodnie stoki opadają do zbiornika wodnego Palcmanská Maša i potoku o nazwie Krčmársky potok, północne i wschodnie  przechodzą w płaskowyż Geravy. U południowych podnóży nad zbiornikiem Palcmanská Maša znajduje się turystyczna miejscowość Dedinky. 
Gačovska skala jest porośnięta lasem, ale na południowych i zachodnich stokach znajdują się gołe wapienne ściany. Są to Gačovsky výhľad Sever i Gačovsky výhľad Juh. Są dobrymi punktami widokowymi, nie prowadzą jednak do nich szlaki turystyczne. Na wierzchowinie jest duża polana, pozostałość dawnego pasterstwa. Obecnie Gačovska skala znajduje się na obszarze Parku Narodowego Słowacki Raj, ponadto znaczna część jej stoków podlega dodatkowej ochronie jako rezerwat Stratenà.
Z osady Stratenská píla prowadzi zachodnimi stokami Gačovskiej skali droga leśna, tzw. Glacka cesta, nie jest jednak dostępna turystycznie. Znakowane szlaki turystyczne prowadzą tylko południowo-zachodnimi podnóżami Gačovskiej skali z osady  Stratenská píla do Dedinek oraz wschodnimi do polany Geravy.